# Нгирабатваре, Огюстен
Огюстен Нгирабатваре (англ. , фр. и руанда Augustin Ngirabatware; род. 12 января 1957, Кисеньи, Руанда-Урунди) — руандийский политический и государственный деятель, военный преступник. Министр планирования Руанды в 1990—1994 годах. Член партии «Национальное революционное движение за развитие».

## Биография
Огюстен Нгирабатваре родился 12 января 1957 года в коммуне Гисеньи, Руанда. По национальности он — хуту. 
Политическую деятельность начал в 1970—1980-х годах, вступив в правящую партию Руанды «Национальное республиканское движение за демократию и развитие».
В июле 1990 президент Руанды Жювенваль Хабьяримана назначил его министром планирования страны.

### Геноцид
6 апреля 1994 года Хабьяримана и президент Бурунди Сиприен Нтарьямира были убиты выстрелами из ПЗРК. На следующий день после убийства, начался геноцид народа тутси властью хуту.
Считается, что Нгирабатваре отдавал приказы убивать и насиловать тутси в Гисеньи.
В июле 1994 года Руандийский патриотический фронт прекратил геноцид, заняв территорию страны. Нгирабатваре, как и другие высокопоставленные деятели Руанды скрылся. Находился в бегах в течение 13 лет, пока не был задержан в Германии 17 сентября 2007 года.

### Трибунал
27 сентября 1999 года палата предварительного производства Международного трибунала по Руанде предъявила обвинение Нгирабатваре и выдала ордер на его арест. Обвинительное заключение вмещало в себя 5 пунктов, среди которых: заговор с целью совершения геноцида, геноцид, соучастие в геноциде, прямое и публичное подстрекательство к совершению геноцида, а также изнасилование как преступление против человечества.
8 октября 2008 года Нгирабатваре был передан трибуналу для проведения судебного процесса.
Суд над ним начался 23 сентября 2009 года. К июлю 2012 года представление доводов защиты и обвинения было окончено, стороны перешли к прениям, которые завершились 25 июля.
20 декабря 2012 года был признан виновным по всем пунктам обвинения и приговорён к 35 годам лишения свободы. Дело Нгирабатваре стало последним рассмотренным МТР. 

### Попытки обжалования
18 декабря 2014 апелляционная палата МТР оставила обвинительный приговор Нгирабатваре в силе, однако обвинение в подстрекательстве к изнасилованию было снято. На основании этого, срок заключения был сокращён до 30 лет.
8 июля 2016 Нгирабатваре подал апелляцию в Международный остаточный механизм для уголовных трибуналов, с просьбой пересмотра дела. Слушания по апелляции неоднократно откладывались по разным причинам и начались лишь 13 сентября 2019 года. Всего через 14 дней, 27 сентября МОМУТ оставил приговор без изменений.

## Личная жизнь
Огюстен Нгирабатваре женат на дочери предпринимателя Фелисьена Кабуги, который в 1994 году финансировал Кризисный комитет Руанды.